# 세아홀딩스
주식회사 세아홀딩스는 대한민국의 지주회사이다.
주요 사업 분야는 특수강이며, 계열사로는 세아베스틸, 세아CSS, 세아특수강, 세아메탈 등이 있다.